# Breath of Fire II
Breath of Fire II és un videojoc de rol desenvolupat i publicat per Capcom. Va ser publicat inicialment el 1994, i el joc va rebre llicència a Laguna per al seu llançament europeu el 1996. És la segona entrega de la sèrie Breath of Fire. Més tard es va portar a Game Boy Advance i es va tornar a llançar a tot el món. El joc va ser llançat a la consola virtual de Wii a Amèrica del Nord el 27 d'agost de 2007. El lloc web de Nintendo of Europe el va anunciar per error el 27 de juliol de 2007, però de fet va ser llançat dues setmanes més tard, el 10 d'agost de 2007. El 2013, es va llançar per a la consola virtual de Wii U. El 2016, es va llançar per a la consola virtual New Nintendo 3DS. El 2019, es va llançar per a la biblioteca de jocs SNES de Nintendo Switch.
A diferència d'entregues posteriors de la sèrie, Breath of Fire II és una seqüela directa de Breath of Fire. Ambientada 500 anys després del joc original, la història se centra en un orfe anomenat Ryu Bateson, la família del qual va desaparèixer misteriosament fa molt de temps. Després que el seu amic sigui acusat falsament d'un crim, Ryu s'embarca en un viatge per netejar el seu nom.